# Videoclash
Videoclash è stato un programma televisivo di MTV Italia, condotto dal comico e presentatore Francesco Mandelli.
Nel programma era possibile inviare (tramite cellulare) la propria preferenza tra due video e quello che vinceva veniva poi mandato in onda. Ci sono state due stagioni: la prima nel 2001 e la seconda nel 2002.
Durante i momenti di pausa dalla messa in onda del programma è apparso lo stesso Mandelli nelle vesti di diversi personaggi inerenti agli stereotipi della musica, dalla cubista Pinky all'adolescente Kikka, dal DJ Turbo 1 al metallaro Igor, fino all'intellettuale Antoncarlo. Alcuni di questi sketch sono stati riproposti più volte ed in qualche momento uno di questi personaggi ha fatto da conduttore/trice speciale a qualche puntata.
La trasmissione si è conclusa nel maggio 2002, con una puntata speciale in prima serata della durata di 120 minuti.